# (36009) 1999 NA35
1999 NA35 (asteroide 36009) é um asteroide da cintura principal. Possui uma excentricidade de 0.11046580 e uma inclinação de 18.29165º.
Este asteroide foi descoberto no dia 14 de julho de 1999 por LINEAR em Socorro.